# 尼科尔沃
尼科尔沃（義大利語：Nicorvo），是意大利帕维亚省的一个市镇。总面积8.16平方公里，人口370人，人口密度45.3人/平方公里（2009年）。国家统计（ISTAT）代码为018103。